# Myrcia susannae
Myrcia susannae är en myrtenväxtart som beskrevs av Attila L. Borhidi. Myrcia susannae ingår i släktet Myrcia och familjen myrtenväxter.
Artens utbredningsområde är Kuba. Inga underarter finns listade i Catalogue of Life.